# Nathalie Eklund (Skirennläuferin)
Nathalie Eklund (* 8. Januar 1992) ist eine ehemalige schwedische Skirennläuferin. Sie fährt vorwiegend in den technischen Disziplinen Slalom und Riesenslalom. Ihr Vater ist der ehemalige Eishockeyspieler Per-Erik Eklund.  

## Biografie

### Alpiner Skilauf
Nathalie Eklund bestritt im Dezember 2007 ihre ersten FIS-Rennen und erreichte ein Jahr später die ersten Podestplätze. In der Saison 2008/2009 nahm sie an ersten Europacuprennen und erstmals an Juniorenweltmeisterschaften teil, erzielte dabei aber noch keine vorderen Platzierungen. Seit der Saison 2009/10 startet Eklund regelmäßig im Europacup. Zu Beginn des Winters erreichte sie mit zwei vierten Plätzen in den beiden Slaloms von Funäsdalen ihre ersten Top-10-Ergebnisse in dieser Rennserie. Bei den Juniorenweltmeisterschaften 2010 fuhr sie in Slalom und Riesenslalom auf den elften Platz. 2009 und 2010 wurde sie Schwedische Juniorenmeisterin im Riesenslalom.
Im Weltcup debütierte Eklund am 13. November 2010 im Slalom von Levi. Bei ihrem zweiten Weltcupstart am 11. Januar 2011 gewann sie als 24. des Slaloms von Flachau ihre ersten Weltcuppunkte. Ihren ersten Podestplatz im Europacup erzielte sie im März 2012 als Zweite des Slaloms von Courmayeur. Am 20. Dezember 2012 erzielte sie mit Platz sechs im Slalom von Åre ihr bisher bestes Ergebnis in einem Weltcuprennen. Bei den Weltmeisterschaften 2013 gewann sie die Silbermedaille im Mannschaftswettbewerb, eine Goldmedaille in derselben Disziplin kam bei den Juniorenweltmeisterschaften 2013 hinzu.
Nach einer wiederholten Kreuzbandverletzung beendete Nathalie Eklund 2018 ihre Skilauf-Karriere.

## Erfolge

### Alpiner Skilauf

#### Weltmeisterschaften
- Schladming 2013: 2. Mannschaftswettbewerb, 16. Slalom

#### Weltcup
- 3 Platzierungen unter den besten zehn

#### Europacup
- Saison 2012/13: 10. Slalomwertung
- Saison 2013/14: 8. Slalomwertung
- 7 Podestplätze, davon 1 Sieg:

| Datum             | Ort    | Land    | Disziplin |
| ----------------- | ------ | ------- | --------- |
| 13. Dezember 2013 | Andalo | Italien | Slalom    |

#### Juniorenweltmeisterschaften
- Garmisch-Partenkirchen 2009: 24. Slalom, 35. Abfahrt, 36. Super-G
- Mont Blanc 2010: 11. Slalom, 11. Riesenslalom, 34. Super-G
- Crans-Montana 2011: 14. Riesenslalom, 24. Super-G
- Roccaraso 2012: 9. Riesenslalom
- Québec 2013: 1. Mannschaftswettbewerb, 5. Slalom, 15. Riesenslalom

#### Weitere Erfolge
- Schwedische Juniorenmeisterin im Riesenslalom 2009 und 2010
- 3 Siege in FIS-Rennen